# Povolško-uralska država
Povolško-uralska država u izvornom obliku na tatarskom se zove Idel-Ural (doslovno: "Volga-Ural").
Povijesno se odnosi na kratkovijeku muslimansku republiku, kojoj je središte bilo u Kazanu. Ta je država obuhvaćala Tatare, Baškirce i Čuvaše za vrijeme ruskog građanskog rata. 
Često se na nju gledalo kao pokušaj obnove Kazanskog Kanata. Ova država, po uređenju republika, je proglašena 12. prosinca 1917. godine od strane Kongresa muslimana iz unutarnjosti Rusije i Sibira.
U početku je obuhvaćala samo Tatare i Baškirce iz bivših gubernije Kazana i Ufe, ali drugi, ne-muslimanski i ne-turkijski narodi iz tog područja su se pridružili ovoj državi nekoliko mjeseca poslije. 
Porazila ju je Crvena armija u travnju 1918. godine. Republiku je obnovila Čehoslovačka legija u srpnju istegodine, a konačno je raspuštena koncem iste godine.
Predsjednik Povolško-Uralske države, Sadrí Maqsudí Arsal, pobjegao je u Finsku 1918. Dobro ga je primio finski ministar vanjskih poslova, koji je zapamtio njegovo branjenje finskog nacionalnog samoodređenja i konstitucionalnih prava u ruskoj Dumi. Predsjednik u izgnanstvu se poslije susreo sa službenicima iz Estonije, prije nego što je produljio dalje 1919. godine u Švedsku, Njemačku i Francusku u potrazi za zapadnom pomoći.
Danas ime Povolžje-Ural ("Idel-Ural") se koristi među tatarskim nacionalistima kao zamisao stvaranja turkijske države nezavisne od Ruske Federacije.

## Vanjske poveznice
- Sjedinjene države Povolžja-Urala  Arhivirana inačica izvorne stranice od 14. listopada 2005. (Wayback Machine)
- Tatarsko-baškirsko tjedno izvješće
- Izvori o Povolžju-Uralu  Arhivirana inačica izvorne stranice od 8. veljače 2005. (Wayback Machine)
- Zemljovid finskih i turkijskih naroda u području Povolžje-Ural  Arhivirana inačica izvorne stranice od 5. travnja 2004. (Wayback Machine)